# 앤화이트
앤화이트는 대한민국의 음악 그룹이다. 2013년 디지털 싱글 앨범 [My Sunshine]으로 데뷔했다.

## 음반
- My Sunshine (2013)
- First Mini Album '동화' (2014)
- Paradise (2015)